# Persicaria minor
Il poligono minore (Persicaria minor (Huds.) Opiz, 1852) è una pianta di tipo arbustivo della famiglia delle Poligonacee con piccoli fiori rosa raccolti a spiga.

## Etimologia
Il nome del genere  (Persicaria) deriva semplicemente dal fatto che le foglie sono molto simili a quelle del pesco. L'epiteto specifico (minor) indica una specie di dimensioni più piccole rispetto ad altre dello stesso genere.

Il binomio scientifico originale Polygonum minus è stato definito dal botanico britannico William Hudson (1730 – 1793) nella sua opera "Flora Anglica” del 1762, in seguito il botanico Philipp Maximilian Opiz (1787–1858) lo ha cambiato in Persicaria minor.

Gli inglesi chiamano questa pianta Small Water-pepper; i tedeschi la chiamano Kleiner Knöterich; i francesi Renouée fluette.

## Descrizione

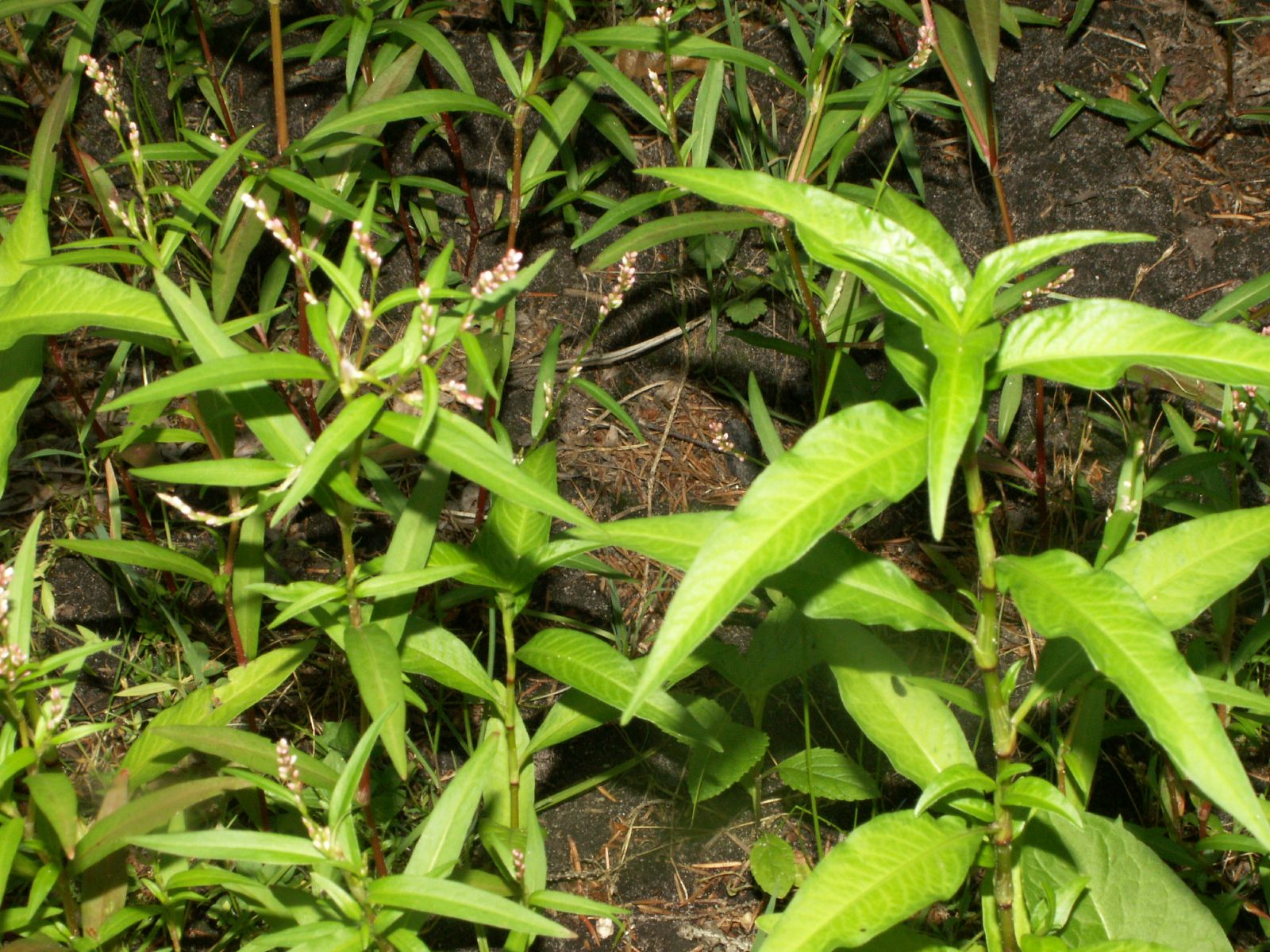
Il portamento

Il portamento di questa pianta è prostrato – ascendente o anche decombente. La forma biologica è terofita scaposa (T scap), ossia si tratta di una pianta a ciclo biologico annuo (raramente biennale) con fusto allungato e non molto foglioso. L'altezza media che può raggiungere è dai 10 cm ai 40 cm (in Pignatti è indicata una altezza massima di 120 cm misurata dall'Autore personalmente).

### Radici
La radice è del tipo a fittone; ma a volte si possono generare delle piccole radichette dai nodi più bassi del fusto.

### Fusto
Gli steli del fusto sono sottili (qualche millimetro di diametro) e gracili. La superficie è quasi glabra, mentre lungo il fusto sono presenti degli internodi leggermente arrossati (o bruni)  per la presenza di ocree pubescenti (sono delle stipole cilindriche, membranose, ciliate con lunghe setole e guainanti il fusto); queste strutture sono tipiche di questa e altre specie del genere Persicaria. Dimensione delle ocree : 8 – 20 mm di lunghezza; lunghezza delle ciglia setolose delle ocree : 5 – 10 mm.

### Foglie

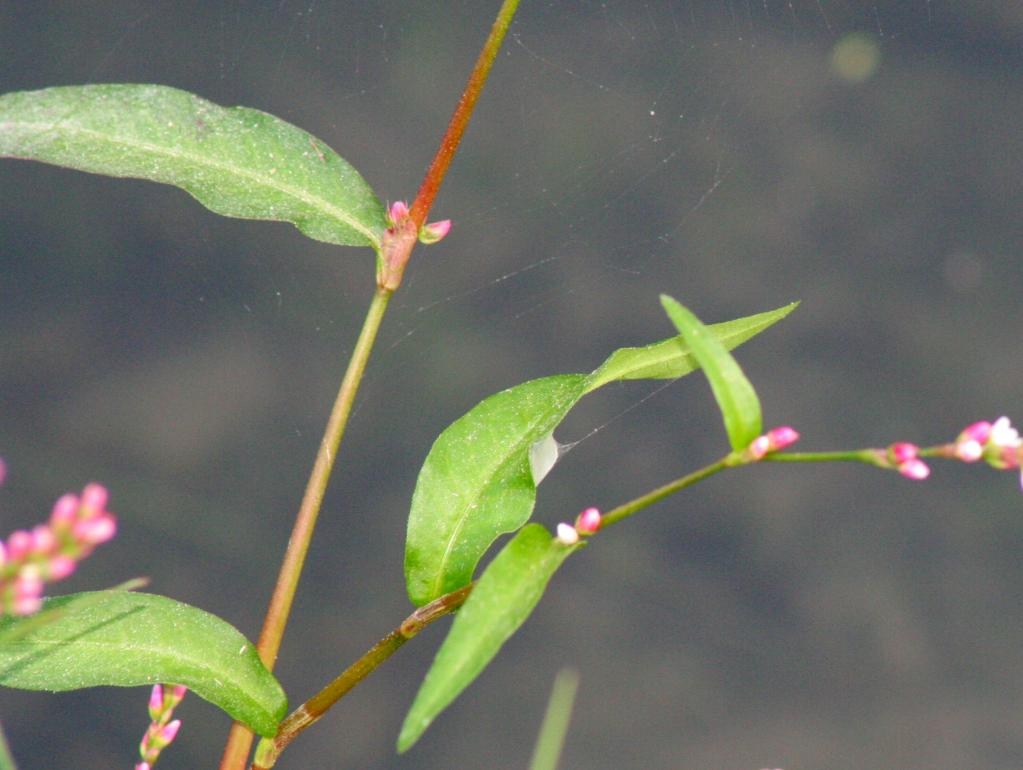
Le foglie.

Le foglie hanno una forma lanceolata quasi lineare - lanceolata e sono disposte in modo alterno lungo il fusto; sono acuminate all'apice. Hanno un breve picciolo, ma a volte sono sub-sessili. La pagina superiore della foglia raramente è punteggiata di ghiandole come in altre specie, ma è solcata da evidenti nervature. Dimensione media delle foglie : larghezza 4 – 10 mm; lunghezza 20 – 75 mm. Lunghezza del picciolo : 2 mm.

### Infiorescenza

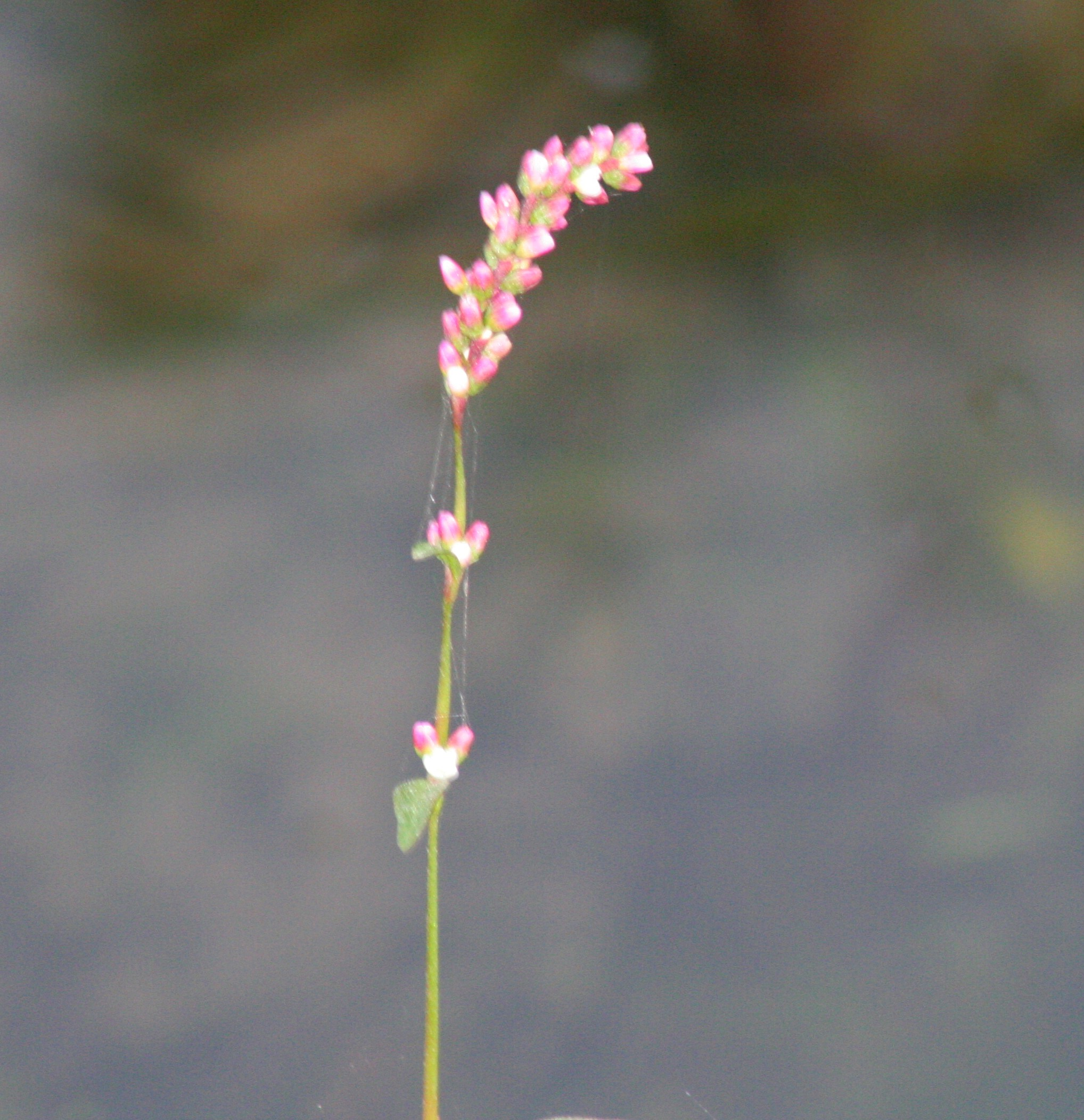
L'infiorescenza.

L'infiorescenza è composta da sottili e lunghe spighe peduncolate, terminali, disposte all'ascella delle foglie con pochi fiori disposti anche in modo discontinuo (spiga di tipo interrotta). Le spighe possono essere oblique o incurvate; con peduncolo o senza : in questo caso i fiori inferiori sono direttamente racchiusi nelle ocree.  Sono presenti dei minimi pedicelli (sostegno di ogni singolo fiore). Dimensione delle spighe  : lunghezza 1– 5 cm, spessore 2 – 4 mm. Lunghezza del peduncolo fino a 25 mm. Lunghezza dei pedicelli 0,5 – 1 mm.

### Fiori
La struttura dei fiori di questa specie è diversa dal “classico” fiore delle Angiorsperme in quanto il calice e la corolla non sono ben differenziati; abbiamo quindi un perigonio con diversi tepali (e non un perianzio con un calice e i suoi sepali e una corolla con i suoi petali). Questa “diversità” non sempre è chiara e ben definita, o accettata dai vari botanici, per cui in alcuni casi strutture di questo tipo si definiscono come “perianzio corollino con tepali” oppure “perianzio aciclico” 
 I fiori sono ermafroditi, attinomorfi, pentameri, persistenti e molto regolari nelle dimensioni.
- Formula fiorale:

* P 5, A 8, G 3
- Perigonio: il perigonio è glabro a forma ovato- ellittica; i tepali sono 5 rosati o biancastri (è questa la parte colorata per cui a volte si chiamano anche petaloidei) e sono connati per 1/3 della loro lunghezza. Dimensione dei tepali : 1,5 – 3 mm (dopo l'antesi si allungano a 2,5 mm circa).
- Androceo: gli stami sono 5 - 6 di colore bianco e disposti a spirale; non sporgono dal fiore in quanto i filamenti sono più corti dei tepali. Le antere sono giallastre e di forma ellittica.
- Gineceo: gli stili (brevi) sono 2 - 3 connati alla base, glabri su un ovario supero sincarpico formato da tre carpelli.
- Fioritura : la fioritura di questa pianta va da luglio ad ottobre.
- Impollinazione: tramite insetti.

### Frutti
Il frutto è un achenio uniloculare (e quindi un seme solo) a forma ovale, appiattito su una faccia (forma lenticolare) a volte è a forma trigona; è di colore nero o marrone scuro, ma la superficie è lucida. Dimensione del frutto : 1,5 – 2,5 x  1 – 1,2 mm.

## Distribuzione e habitat
- Geoelemento: il tipo corologico è Subcosmopolita, ma anche Eurasiatico se si considera l'area originaria propriamente primitiva della pianta.
- Distribuzione : in Italia è una pianta comune al nord e rara verso il centro. Nel resto del mondo si trova quasi ovunque nei climi temperati.
- Habitat: l'habitat di queste piante sono i luoghi umidi e paludosi, ma anche stagni e laghi; oppure attorno alle risaie e nell'alveo dei fiumi oppure campi coltivati o incolti e ambienti ruderali. Il substrato preferito da questa specie è in prevalenza siliceo con pH acido e bassi livelli nutrizionali del terreno in ambiente umido.
- Diffusione altitudinale : dal piano fino a circa 800 m s.l.m.; quindi è una pianta che si trova in prevalenza nella fascia del piano collinare (raramente quello montano).

## Fitosociologia
Dal punto di vista fitosociologico la specie di questa scheda appartiene alla seguente comunità vegetale :
Formazione : comunità terofitiche pioniere nitrofile
Classe : Bidentetea tripartitae
Ordine : Bidentetalia tripartitae

## Tassonomia
La famiglia di questo genere è mediamente numerosa (una cinquantina di generi per circa un migliaio di specie), mentre il genere Persicaria comprende una cinquantina di specie, di cui una dozzina circa sono spontanee della nostra flora.

Il Sistema Cronquist assegna la famiglia delle Poligonacee all'ordine delle Polygonales mentre la moderna classificazione APG la colloca nell'ordine delle Caryophyllales. Sempre in base alla classificazione APG sono cambiati anche i livelli superiori (vedi tabella a destra).

Il genere di questa pianta è relativamente nuovo in quanto fino a qualche decennio fa questa pianta e altre specie simili facevano parte del genere Polygonum. Questa ristrutturazione tassonomica non è accettata unanimemente da tutti i botanici, infatti tuttora ci sono ancora diverse classificazioni che non contemplano un'esistenza autonoma per il genere Persicaria.

All'inizio dell'altro secolo il botanico italiano Adriano Fiori (1865 – 1950) aveva sistemato questa pianta nella sezione “PERSICARIA” del genere Polygonum; sezione caratterizzata dall'avere foglie lanceolate, ocree ad angolo retto, fusti ramosi con infiorescenza a spiga e cotiledoni “accombenti”, ossia nel seme le “radicicole” sono piegate sul margine dei cotiledoni, e si sviluppano sulla linea di fenditura di separazione degli stessi. Questa sezione ora è stata convertita in un genere autonomo.

### Variabilità
La specie Persicaria minor è molto simile alla specie Persicaria maculosa per cui anche se non sono stati ancora fatti degli studi approfonditi, probabilmente presenta gli stessi problemi di classificazione tassonomica della maculosa (vedere le osservazioni nella scheda Persicaria maculosa paragrafo “Variabilità”).
- Persicaria minor (Hudson) Opiz subsp. decipiens (R. Br.) Soják (1974) (sinonimo = Polygonum salicifolium)

### Ibridi
Nell'elenco che segue sono indicati alcuni ibridi intraspecifici :
- Persicaria minor x maculosa (ex Polygonum ×braunianum F.W. Schultz (1846)) – Ibrido fra : Persicaria minor e Persicaria maculosa
- Persicaria hydropiper x minor (ex Polygonum ×ambiguum Personnat (1867)) – Ibrido fra :  Persicaria hydropiper e Persicaria minor.
- Persicaria hydropiper x minor (ex Polygonum ×subglandulosum Borbás (1884)) – Ibrido fra :  Persicaria hydropiper e Persicaria minor.
- Persicaria lapthifolia x minor (ex Polygonum ×hervieri G. Beck in Reichenb. & Reichenb. Fil. (1906)) – Ibrido fra Persicaria lapathifola e Persicaria minor.
- Persicaria mitis x minor (ex Polygonum ×wilmsii G. Beck in Reichenb. & Reichenb. Fil. (1906)) - – Ibrido fra Persicaria mitis e Persicaria minor.

### Sinonimi
La specie di questa scheda, in altri testi, può essere chiamata con nomi diversi. L'elenco che segue indica alcuni tra i sinonimi più frequenti:
- Persicaria pumila Friche-Joset & Montandon (1856)
- Persicaria pusilla S.F. Gray (1821)
- Polygonum angustifolium (Roth) Roth (1789), non Pallas
- Polygonum humirepens Gandoger (1875)
- Polygonum intermedium Ehrh. (1791)
- Polygonum minus Hudson
- Polygonum minus var. subcontinuum (Meisner) Fernald
- Polygonum mite Schrank (1789) subsp. minus (Huds.) Douin in Bonnier & Douin (1927)
- Polygonum persicaria L. (1753) subsp. minus (Hudson) Celak. (1871)
- Polygonum pusillum Lam. (1779)
- Polygonum strictum All. (1774)

### Specie simili
- Persicaria lapathifolia (L.) S.F. Gray (ex Polygonum lapathifolium L.) - Poligono nodoso : (questa pianta appartiene al Gruppo di Persicaria lapathifola) si differenzia per il colore dell'infiorescenza che all'antesi è bianco – verdastra e per le ocree che sono appena dentellate e non cigliate.
- Persicaria maculosa (Raf.) S.F. Gray – Poligono persicaria : in genere è più grande della minor; le ocree sono rigonfie alla base e provviste di lunghe setole lesiniformi sul bordo superiore; le foglie presentano una caratteristica V scura e rovesciata.
- Persicaria mitis Garsault  (ex Polygonum mite Schrank) – Poligono mite : si differenzia per l'infiorescenza che è totalmente biancastra e con spighe più lunghe (fino a 20 cm).
- Persicaria hydropiper (L.) Opiz (ex Polygonum hydropiper L.) - Poligono pepe d'acqua : il fusto è prostrato-ascendente; le foglie hanno un forte sapore acre; l'infiorescenza è biancastra, molto lunga e a volte è ripiegata verso il basso; è una pianta che vive in ambienti molto umidi quasi acquitrinosi.
- Persicaria orientalis (L.) Spach (ex Polygonum orientale L.) - Poligono orientale : si differenzia per il colore del fusto che è giallastro; le foglie sono lanceolate, quasi cordate; le spighe hanno un forte colore rosso – corallo.
- Persicaria amphibia (L.) S.F. Gray (ex Polygonum amphibium L.) - Poligono anfibio : come dice il nome parte del fusto è generalmente sommerso nell'acqua; le foglie sono più lunghe, mentre l'infiorescenza è rosata e più breve.

## Usi

### Cucina
In alcune zone sono considerate parti eduli le foglie e i semi; si mangiano crudi o cotti (si consiglia di usarli insieme al curry). Queste piante possono contenere minime quantità di acido ossalico che è una sostanza nociva per cui bisogna fare attenzione. Persone con problemi di reumatismi, artriti e calcoli renali dovrebbe prendere particolare cautela se inseriscono questa pianta nella loro dieta.

### Giardinaggio
Queste piante vengono usate nel giardinaggio, soprattutto nelle parti molo umide di un giardino (aree quasi paludose). Si propagano facilmente per seme (la semina avviene in primavera); i terreni preferiti sono quelli mediamente limosi e argillosi. Crescono bene in zone di semi-ombra e con suoli costantemente bagnati.